# Мирабилис ярко-красный
Мира́билис я́рко-кра́сный (лат. Mirabilis coccinea) — вид цветковых растений рода Мирабилис (Mirabilis) семейства Никтагиновые (Nyctaginaceae).

## Ботаническое описание
Травянистое растение, цветущее весной ярко-красными цветками, распускающимися ночью.

## Распространение и местообитание
Обитает на юго-западе США и северо-западе Мексики. Произрастает вблизи водоёмов, на равнинах, каменистых склонах.

## Синонимика
- Allionia linearis var. coccinea (Torr.) M.E.Jones
- Oxybaphus coccineus Torr.[1]